# Sense límits (pel·lícula de 2011)
|  | Per a altres significats, vegeu «Sense límits (pel·lícula de 2008)». |

Sense límits (en anglès, Limitless) és una pel·lícula de ciència-ficció estrenada el 18 de març de 2011 als Estats Units. És protagonitzada per Bradley Cooper, Abbie Cornish i Robert De Niro. Fou dirigida per Neil Burger i està basada en la novel·la d'Alan Glynn The Dark Fields. S'ha doblat al català pel Servei Català de Doblatge en la versió en DVD.

## Argument
Edward "Eddie" Morra (Bradley Cooper) és un aspirant a escriptor que pateix un bloqueig crònic a l'hora d'escriure el seu llibre. Per la seva deixadesa, acaba una relació sentimental amb la seva núvia Lindy (Abbie Cornish). La seva vida fa un gir inesperat quan es troba amb el seu excunyat Vernon Gant (Johnny Whitworth) que li dona a conèixer el NZT, una droga revolucionària que li permetrà aprofitar tot el seu potencial cognitiu. Eddie pot recordar absolutament tot el que ha vist, llegit o escoltat; fins i tot pot aprendre idiomes fluidament amb tan sols escoltar-los, sempre que segueixi prenent cada dia el fàrmac experimental.
Eddie no trigarà a obtenir les seves primeres recompenses gràcies al NZT, com, per exemple, la de tenir èxit a Wall Street. Les seves gestes fan que un important magnat, Carl Van Loon (Robert De Niro), es fixi en ell i el convida perquè formi part de la fusió corporativa més important de la història. No tot, però, són bones notícies, ja que hi ha un grup de persones desesperades per fer-se amb una dosi de NZT. Eddie es veurà implicat en una perillosa trama policial, fugirà dels que el persegueixen i intentarà solucionar les dificultats en el subministrament de la droga.

## Repartiment
- Bradley Cooper com Eddie Morra.
- Abbie Cornish com Lindy.
- Robert De Niro com Carl Van Loon.
- Andrew Howard com Gennady.
- Anna Friel com Melissa Gant.
- Johnny Whitworth com Vernon Gant.
- Tomas Arana com Man in Tan Coat.
- Robert John Burke com a Don Pierce.
- Patricia Kalember com Mrs. Atwood.
- Darren Goldstein com Kevin Doyle.
- Ned Eisenberg com Morris Brandt.
- T.V. Carpio com Valerie.
- Richard Bekins com Hank Atwood.
- Caroline Winberg com María Winberg.

## Producció

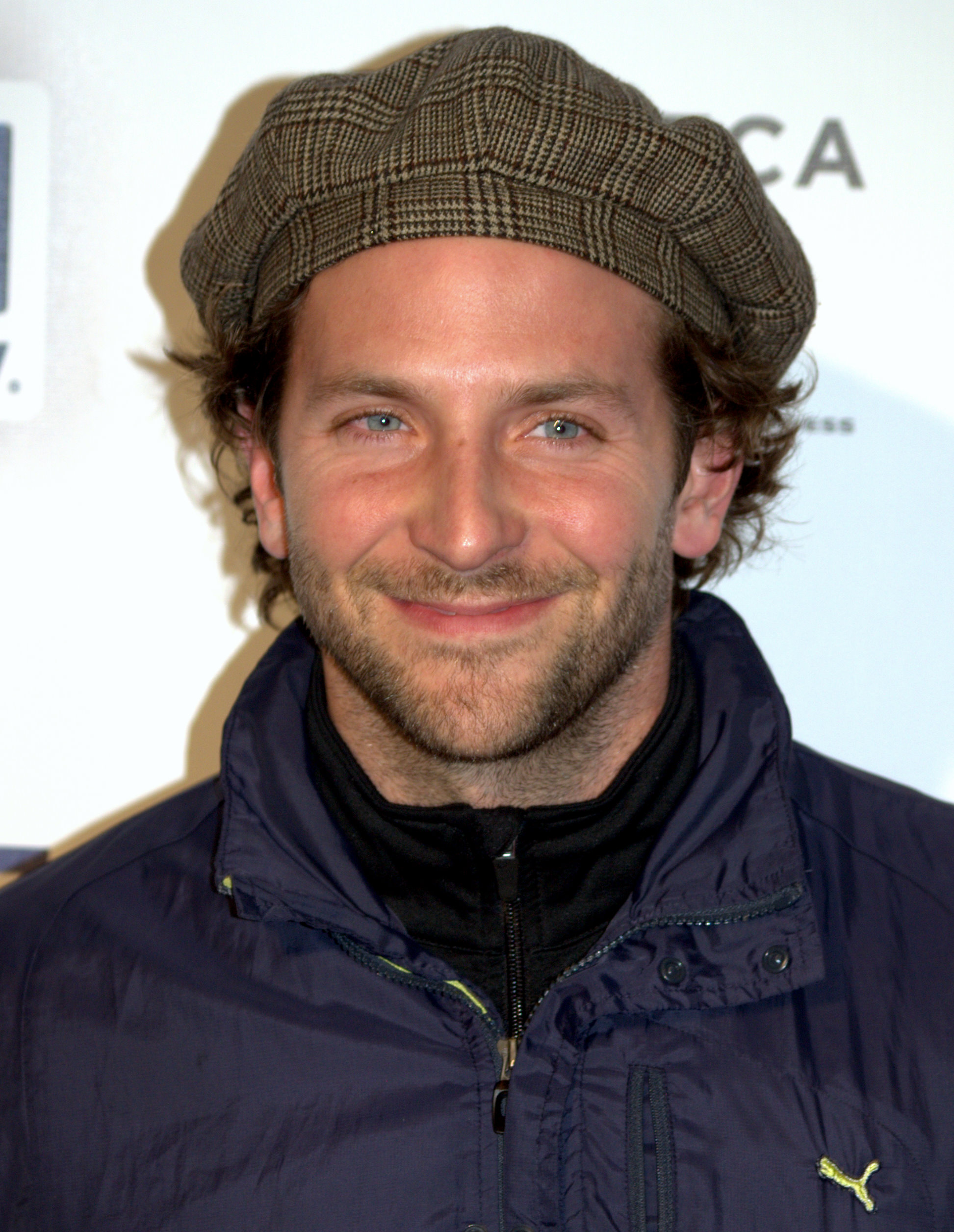
Bradley Cooper com Eddie Morra.

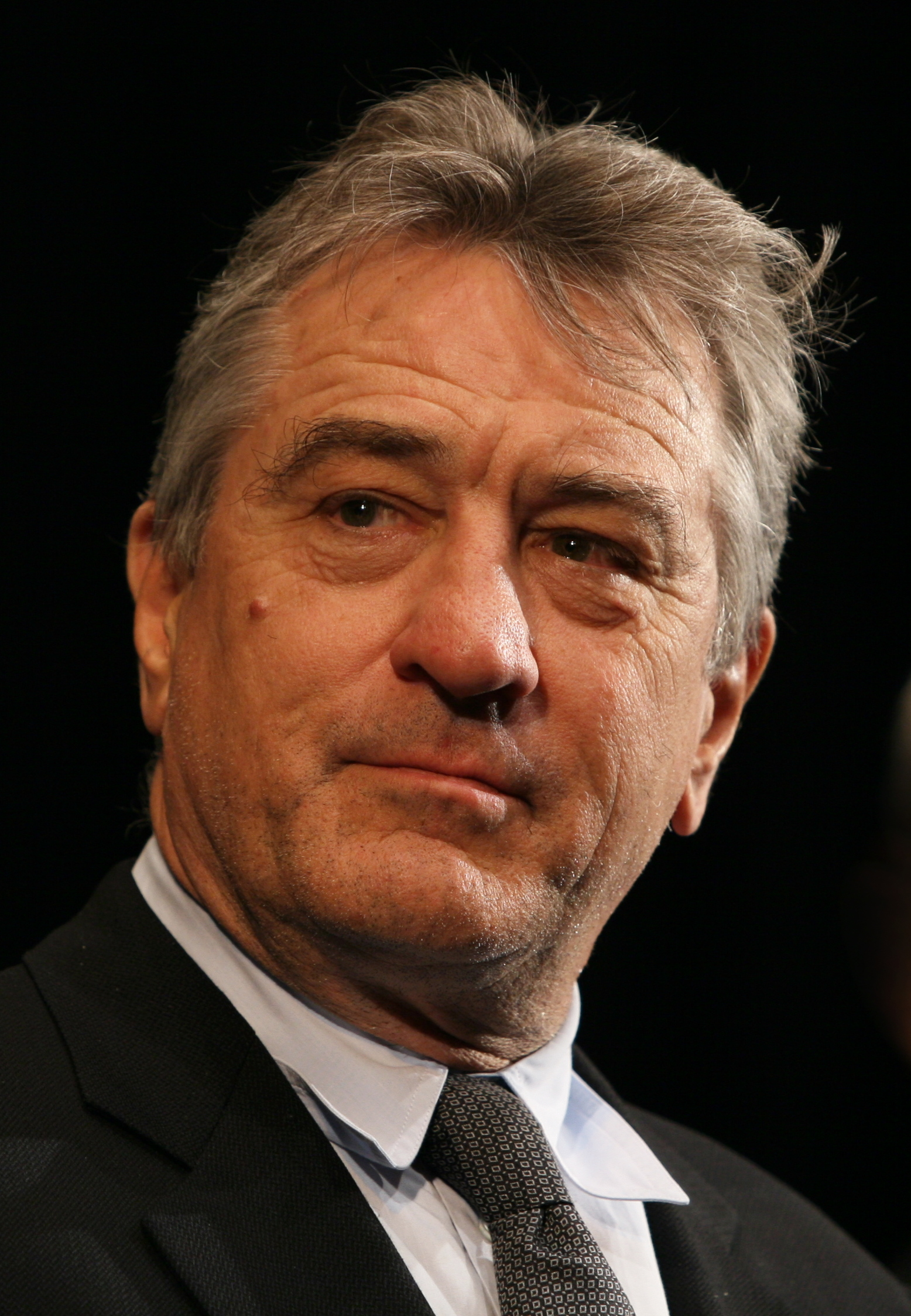
Robert De Niro com Carl Van Loon.

Es va començar a rodar al març de 2010 en diferents localitzacions dels Estats Units i Mèxic. Destaquen les poblacions de Nova York i Filadèlfia als Estats Units, i Port Vallarta i diferents ciutats de l'estat de Nayarit a Mèxic. Inicialment la cinta portava per títol The Dark Fields i anava a ser protagonitzada per Shia LaBeouf, però va tenir un accident de cotxe i va haver d'abandonar la producció. Semblava que Elizabeth Banks formaria part del repartiment de la pel·lícula.

## Recepció

### Resposta crítica
Segons la pàgina d'Internet Rotten Tomatoes va obtenir un 70 % de comentaris positius, arribant a la següent conclusió: "encara que el guió és irregular, Neil Burger va dirigir Sense límits amb gran brillantor visual i Bradley Cooper és un carismàtic protagonista". Roger Ebert va escriure al Chicago Sun Times "Sense límits només usa un 15, potser un 20 % del seu cervell. Així i tot, és més que la majoria de les pel·lícules". Wesley Morris va escriure "igual que el seu protagonista, Sense límits és al mateix temps embolicada i intel·ligent […] La pel·lícula és massa caòtica per ser molt bona". Segons la pàgina d'Internet Metacritic va obtenir crítiques mixtes, amb un 59 %, a partir de 37 comentaris dels quals 18 són positius.

### Taquilla
Estrenada en 2.756 cinemes nord-americans va debutar en primera posició amb 18 milions de dòlars, amb una mitjana per sala de 6.860 dòlars, per davant de Rango. Va recaptar 79 milions als Estats Units. Sumant les recaptacions internacionals la xifra ascendeix a 161 milions. El pressupost invertit en la producció va ser de 27 milions.

## Adaptació televisiva
El 31 d'octubre de 2014, la CBS va anunciar que faria un capítol pilot basat en la pel·lícula, com una seqüela d'aquesta. El guió va ser escrit per Craig Sweeny. El projecte fou produït per Sweeny i Bradley Cooper al costat de Todd Phillips, Alex Kurtzman, Roberto Orci i Heather Kadin de K/O Paper Products; així com també Ryan Kavanaugh, Tucker Tooley, Andrew Marcus, Ray Ricord i Tom Formen de Relativity Media. El 14 de setembre de 2014, es va donar a conèixer que Marc Webb dirigiria el capítol pilot.
El 8 de maig de 2015 CBS va desenvolupar una sèrie, que va ser estrenada el 22 de setembre de 2015 i protagonitzada per Jake McDorman i Jennifer Carpenter. A més, es va donar a conèixer que Cooper apareixeria de forma recurrent interpretant a Eddie Morra.